# فونغسالي
فونغسالي (لاو: ຜົ້ງສາລີ )هي عاصمة محافظة فونغ سالي لاوس . تقع في الأقصى شمالاً من بين عواصم المحافظات في لاوس وعلى عكس  محافظة آتيا في الجنوب.
يبلغ عدد سكان المدينة 6000 نسمة، وتقع في حوالي 1،430 متر على منحدرات جبل فوفا (1،625 متر). درجة الحرارة في فونغسالي معتدلة في الصيف حوالي 25-30 درجة مئوية ، ولكن يكثر المطر فيها في فصل الشتاء من تشرين ثاني إلى آذار ، ومع ذلك، فإنه بارد في بعض الأحيان، و درجة الحرارة في النهار بين 10-18 درجة مئوية، ولكن لا تزال مشمسة.
المباني في وسط المدينة على الطراز اليوناني الصيني مع واجهات خشبية مزخرفة .
لم تكن فونغسالي مثل غيرها من المدن في شمال لاوس التي تدمرت خلال حرب فيتنام جراء القصف فلقد نجت بأعجوبة من الدمار الذي حل بغيرها من المدن.
هنالك مزرعة للشاي تبعد عن فونغسالي حوالي 18 كيلومتر ،ويزيد عمرها عن 400 سنة وتقع في قرية بان كوما، و وفقاً لبعض خبراء الشاي فإن المزرعة تحوي بعض من أقدم أشجار الشاي في العالم
امتداد النظام الجذري للأشجار القديمة بشكل عميق داخل التربية الغنية بالمعادن ،يعطي الشاي الفونغسالي رائحة وطعم مميزان.

## لمزيد من المعلومات
- Kingsadā, Thō̜ngphet, and Tadahiko Shintani. 1999 Basic Vocabularies of the Languages Spoken in Phongxaly, Lao P.D.R. Tokyo: Institute for the Study of Languages and Cultures of Asia and Africa (ILCAA).
- Shintani, Tadahiko, Ryuichi Kosaka, and Takashi Kato. 2001. Linguistic Survey of Phongxaly, Lao P.D.R. Tokyo: Institute for the Study of Languages and Cultures of Asia and Africa (ILCAA).
- Kato, Takashi. 2008. Linguistic Survey of Tibeto-Burman languages in Lao P.D.R. Tokyo: Institute for the Study of Languages and Cultures of Asia and Africa (ILCAA).